# Jimmy Barry
Jimmy Barry (Chicago, 7 de março de 1870 - 4 de abril de 1943) foi um pugilista americano, que manteve o título de campeão mundial dos pesos-galos entre 1894 e 1899.
Ele é um dos poucos lutadores de boxe que encerraram suas carreiras sem nenhuma derrota na modalidade

## Biografia
Barry iniciou sua carreira de pugilista em 1891, tendo logo se tornado um dos lutadores mais populares de seu tempo, em virtude de sua  imensa superioridade diante de seus adversários.
A primeira grande luta de Barry aconteceu em 1893, quando ele nocauteou o britânico Jack Levy e reclamou para si o título mundial dos pesos-galos, um título que estava vago desde que George Dixon havia decidido subir de categoria.
Apesar desta sua primeira reivindicação não ter sido reconhecida, em 1894, Barry conseguiu consolidar seu título de campeão mundial dos pesos-galos, após aplicar um nocaute sobre o siciliano Casper Leon.
Uma vez campeão mundial, em 1895, Barry defendeu seu título em duas ocasiões: primeiro em uma revanche contra Casper Leon; e depois contra Jack Kid Madden. Em 1896, Barry não tornou a colocar seu título em disputa.
Então, novos questionamentos à cerca da validade do título mundial de Barry ressurgiram, o que levou Barry a decidir provar de uma vez por todas que era, de fato, o melhor boxeador peso-galo do mundo. 
Assim sendo, em 1897, Barry derrotou o campeão australiano dos galos Jimmy Anthony e, em seguida, o campeão inglês Walter Croot, de modo a encerrar com qualquer dúvida quanto ao merecimento de seu posto como campeão mundial dos galos.
Todavia, essa sua definitiva glória diante do campeão inglês Walter Croot veio acompanhada de um tragédia, haja vista que após ter sido nocauteado por Barry, Croot caiu sem vida na lona. Barry foi exonerado de culpa pela morte de Croot.
Incapaz de recuperar-se do trauma do desfecho de sua luta contra Croot, Barry lutou por apenas mais dois anos, sem nunca ter tentado outra vez nocautear um adversário. Todas as oito últimas lutas de Barry terminaram em empates.
Barry parou de boxear em 1899, tendo se aposentado sem nenhuma derrota na carreira, um feito alcançado apenas por Young Mitchell e Jack McAuliffe antes dele e, que mais tarde, somente tornaria a ser igualado por alguns outros poucos pugilistas.
Em 2000, Jimmy Barry teve seu nome incluído na galeria dos maiores boxeadores de todos os tempos, que hoje estão imortalizados no museu do International Boxing Hall of Fame.